# Dompierre (Vaud)
Dompierre es una comuna suiza perteneciente al distrito de Broye-Vully en el cantón de Vaud.
Se sitúa en el límite con el cantón de Friburgo, a medio camino entre Lausana y Friburgo.
En 2014 tiene 247 habitantes.

## Demografía
Esta gráfica resume la evolución de la población de Dompierre entre 1850 y 2010: